# Dicrotendipes fumidus
Dicrotendipes fumidus är en tvåvingeart som först beskrevs av Oskar Augustus Johannsen 1905.  Dicrotendipes fumidus ingår i släktet Dicrotendipes och familjen fjädermyggor. Inga underarter finns listade i Catalogue of Life.